# Oblast' del Kuban'
L’'oblast' del Kuban' (in russo Кубанская область?, Kubanskaja oblast) era un'oblast' dell'Impero russo creata nel 1860 come territorio dell'armata dei Cosacchi del Kuban'. La sua capitale era la città di Krasnodar.

## Geografia fisica
L'oblast' del Kuban' si estendeva nel bacino del fiume Kuban', sui territori anticamente sotto il controllo del khanato di Crimea e dei Circassi.
Confinava a nord con l'oblast' dell'armata del Don, ad est col governatorato di Stavropol' e l'oblast' di Terek, al sud con l'okrug di Suchumi e il governatorato del Mar Nero ed a ovest col mar d'Azov ed il mar Nero.
Ai nostri giorni, quello che era il territorio dell'oblast' di Kuban' è essenzialmente diviso tra il Territorio di Krasnodar, l'Adighezia e la Karačaj-Circassia. Piccole porzioni si trovano nel Territorio di Stavropol' e nell'oblast' di Rostov.

## Storia
Per facilitare la gestione delle terre conquistate nel Caucaso, il governorato di Stavropol', che si estendeva allora su quasi tutta la Ciscaucasia, cedette una parte dei suoi territori per permettere la nascita delle oblast' del Kuban' (parte occidentale della linea del Caucaso) e di Terek (parte orientale della linea).

Bandiera della Repubblica Popolare del Kuban

Il 28 gennaio 1918 la rada del Kuban' decretò l'indipendenza della Repubblica Popolare del Kuban' sul territorio dell'oblast'.

## Geografia antropica

### Suddivisioni amministrative
Con una superficie di 94360 km2(81216,5 verste quadrate), l'oblast' era divisa in sette otdel:
- otdel di Čerkessk;
- otdel di Ejsk;
- otdel di Krasnodar;
- otdel di Kavkazkaïa;
- otdel della Laba;
- otdel di Majkop;
- otdel di Temrjuk.

Gli otdel erano suddivisi in sotni, e ogni otdel raggruppava numerose stanica.

## Popolazione
Nel 1897, la popolazione dell'oblast' era di 1 918 881 abitanti, di cui il 47% erano ucraini, il 42% russi e vi erano minoranze circasse (2%), caracai (1,4%), tedesche (1,1%), greche (1%) ed armene (0,7%).